# نبردناو ایسه
نبردناو ایسه (به انگلیسی: Japanese battleship Ise) یک کشتی بود که طول آن ۱۹۵٫۰۷ متر (۶۴۰٫۰ فوت) بود. این کشتی در سال ۱۹۱۶ ساخته شد.